# 잔류 일본병

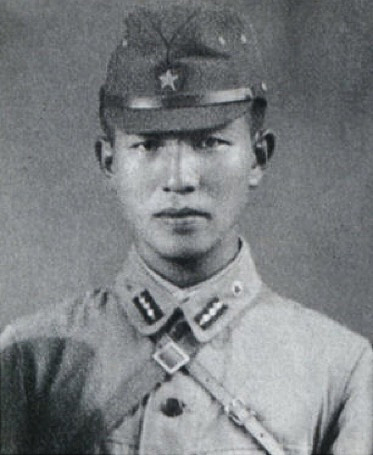
오노다 히로 소위의 1944년 사진

잔류 일본병(일본어: 殘留日本兵)은 제2차 세계 대전이 끝난 뒤에도 일본으로 귀환하지 않고 옛 태평양 전쟁의 전장에서 싸운 일본군을 통칭하는 용어이다. 잔류 일본병은 일본 정부의 항복을 의심하거나 연합군의 진격으로 일본군 사령부와 통신이 두절되어 일본 정부의 항복을 인지하지 못한 경우, 또는 연합군에 항복할 시 자신을 사살할지도 모른다는 두려움, 또는 항복을 거부하는 것이 군인의 사명감이라는 인지 하에 발생했다.
잔류 일본병은 제2차 세계 대전이 종식된 이후에도 옛 일본 제국의 영토였던 지역에서 새로운 정부를 구성하려던 연합군이나 역내 경찰 부대, 또는 신생 정부군과 교전을 벌였다. 잔류 일본병의 주요 거점은 대부분 동남아시아의 정글에서 발견되었다. 마지막으로 발견된 일본 잔류병은 1974년 연합군에 항복한 오노다 히로와 나카무라 데루오였다.
일부 잔류 일본병은 이념에 따라서 태평양 전쟁이 끝난 이후에도 다양한 전장에서 복무했다. 대표적인 예로 국공 내전, 제1차 인도차이나 전쟁,  말레이시아 비상사태, 인도네시아 독립 전쟁 등이 있다.

## 같이 보기
- 신도 렌메이
- 국민의용대